# Kamerunische Volleyballnationalmannschaft der Männer
Die kamerunische Volleyballnationalmannschaft der Männer ist eine Auswahl der besten kamerunischen Spieler, die die Fédération Camerounaise De Volley-Ball bei internationalen Turnieren und Länderspielen repräsentiert.

## Geschichte

### Weltmeisterschaft
Bei der bislang einzigen Teilnahme an einer Volleyball-Weltmeisterschaft belegte Kamerun 1990 den 15. Platz.

### Olympische Spiele
Kamerun konnte sich noch nie für Olympische Spiele qualifizieren.

### Afrikameisterschaft
Nach zwei vierten Plätzen bei den Volleyball-Afrikameisterschaften 1971 und 1983 erreichten die Kameruner 1987 erstmals das Endspiel, in dem sie Gastgeber Tunesien unterlagen. Als die Tunesier zwei Jahre später fehlten, wurde Kamerun mit einem Finalsieg gegen Algerien erstmals Afrikameister. 1991 reichte es für den Titelverteidiger nur zum vierten Platz. 1995 und 1997 gab es zwei weitere Endspielniederlagen gegen Ägypten und Tunesien. Nach dem vierten Platz 1999 holten die Kameruner 2001 gegen Gastgeber Nigeria zum zweiten Mal den kontinentalen Titel. Bei den letzten drei Turnieren wurden sie jeweils Dritter.

### World Cup
Beim World Cup 1989 wurde Kamerun Achter.

### Weltliga
Die Weltliga fand bisher ohne kamerunische Beteiligung statt.